# María Lorenzo Correa
María Lorenzo Correa, född 1773, död 1832, var en spansk sångare. Hon var engagerad vid Madrids två kungliga teatrar mellan 1787 och 1804, där hon blev en av operans stjärnor. Hon var därefter verksam i övriga Europa. 
Dotter till skådespelerskan Petronila Morales och Roque Núñez. År 1786, när hon fortfarande var barn, uppträdde hon i Barcelona med sin äldre syster Petronila. 
Hon var engagerad vid Madrids två kungliga teatrar Teatro de la Cruz och Teatro del Príncipe mellan 1787 och 1804. År 1788 sjöng hon i några av fastekonserterna i Teatro de los Caños del Peral där hans syster Petronila och italienaren Teresa Oltrabelli också deltog. Hon steg gradvis i graderna vid de kungliga teatrarna under Manuel Martínez, där Maria del Rosario Fernandez, var första dam. Den genre där han lyste mest under dessa första år av sin karriär var sången. Hon deltog i premiären av operor som La competencia de las dos hermanas och La tía burlada, båda av Pablo del Moral, El hospital del desengaño, av Laserna, El mal uso del idioma, av Esteve och La alianza de los apasionados (1794), av Laserna. År 1802 sjöng hon också rollen som Susana i Figaros bröllop, den spanska översättningen av Mozarts opera, där grevens roll spelades av tenoren Manuel del Pópulo Vicente García . Hon gifte sig med skådespelaren Manuel García Parra.
Hon lämnade Spanien efter en konflikt med teaterledningen 1804. Hon gjorde samma år ett framträdande i Paris, och hade sedan en framgångsrik karriär turnerande mellan de olika operascenerna i Italien, främst Milano.